# Crónica de una desaparición
Crónica de una desaparición (árabe: سجل اختفاء) es una película dramática de 1996 dirigida y escrita por el director palestino Elia Suleiman. Suleiman protagonizó la película con un reparto conformado por miembros de su familia y amigos. La compañía Dhat Productions se encargó de producir el filme, que no tiene un arco argumental definido. Suleiman se interpreta a sí mismo regresando a Israel después de una larga ausencia, a la que siguen una serie de viñetas y bocetos apenas conectados entre ellos, que pretenden transmitir los sentimientos de inquietud e incertidumbre provocados por la apatridia palestina.
Crónica de una desaparición fue el primer largometraje de Suleiman. Recibió aclamación internacional y fue exhibido en la edición número 53 del Festival Internacional de Cine de Venecia en 1996, donde ganó el premio a la mejor película.

## Sinopsis
La película se desarrolla en el tenso período del proceso de paz entre Israel y Palestina poco después del asesinato de Yitzhak Rabin y la elección de Benjamin Netanyahu, con las relaciones tensas implicadas pero no explícitamente representadas. Se divide en dos secciones principales, todas ligadas de manera conjunta como la historia del regreso de Suleiman a Cisjordania e Israel. El personaje de Suleiman en la película se describe solo como E.S. E.S. regresa de un exilio de doce años en la ciudad de Nueva York y ahora se encuentra en territorio prácticamente desconocido. Dentro de la película, no surge una trama real o el desarrollo del personaje. Una serie de escenas en su mayoría sin conexión tienen lugar una tras otra. La acumulación gradual de imágenes y diálogos comienza sin conclusión, presentando un tipo de sentimiento inquietante, destinado a transmitir la calidad de vida que llevan los palestinos debido a su apatridia.

## Reparto
- Elia Suleiman es E.S.
- Ola Tabari es Adan
- Nazira Suleiman es Madre
- Fuad Suleiman es Padre
- Jamel Daher es Jamal
- Juliet Mazzawi es la tía
- Fawaz Eilemi es Abu Adnan
- Leonid Alexeenko es el monje
- Iaha Mouhamad es el escritor

## Recepción
La película ha recibido aclamación universal. Fue exhibida en el Festival de Cine de Sundance y en el Museo de Arte Moderno en una sección sobre nuevos directores. También hizo parte de la selección del Festival de Cine de Venecia, donde obtuvo el premio a la mejor película. En octubre de 1999, un grupo de críticos de Israel citados por The New York Times escogieron a Crónica como la mejor película del año. Es notable por ser una de las pocas películas palestinas en ser lanzadas oficialmente en los Estados Unidos, algo que ocurrió en el otoño de 1997.